# Monasticon Praemonstratense
Monasticon Praemonstratense ist ein Überblickswerk über alle Niederlassungen des Prämonstratenserordens. Es wurde von P. Norbert Backmund in drei Bänden von 1949 bis 1956 veröffentlicht.

## Entstehung
Der Praemonstratenser Norbert Backmund widmete sich seit 1945 intensiv der Erforschung aller bestehenden und ehemaligen Niederlassungen des Prämonstratenserordens. Dazu bereiste er viele Orte und studierte Quellen und Literatur in Archiven und Bibliotheken. Von 1949 bis 1956 veröffentlichte er drei Bände darüber. 1983 erschien eine verbesserte Neuauflage des ersten Bandes mit den deutschsprachigen Stiften.

## Inhalt
Es sind alle jemals erwähnten Niederlassungen des Ordens aufgeführt, mit einer kurzen Geschichte, Äbte- bzw. Pröpsteverzeichnis und Literaturangaben. Sie sind nach Zirkarien geordnet.
Es wurden auch seltene und nicht identifizierbare Namen untersucht und beschrieben (Dubia, Praetermissa). Dazu gibt es geographische Übersichtskarten der Zirkarien, Sachregister, sowie die Patrozinien aller Stifte im Überblick.
Das gesamte Werk ist in relativ leicht verständlicher neulateinischer Sprache geschrieben.

### Band 1
Teil 1
- Circaria Bavariae

Bayern und Oberösterreich
- Circaria Sueviae

Schwaben mit Elsass und deutschsprachiger Schweiz
- Circaria Vadegotiae

Pfalz, Hessen, Lothringen (Saargebiet), benannt nach Abtei Wadgassen
- Circaria Ilfeldiae

Hessen, Franken, Thüringen, benannt nach Stift Ilfeld
- Circaria Westfaliae

Westfalen
Teil 2
- Circaria Saxoniae

entlang der mittleren und unteren Elbe bis nach Brandenburg und an den Harz
- Circaria Slaviae

Pommern
- In Livonia

Livland 
- Circaria Bohemiae

Böhmen, Mähren, Niederösterreich
- Circaria Poloniae

Schlesien, Kleinpolen, Großpolen
- Circaria Daniae

Dänemark mit Schweden und Norwegen
- Circaria Burgundiae

Burgund
- Circaria Tusciae

südliches Italien mit Rom
- Circaria Graeciae

Östlicher und südlicher Mittelmeerraum mit Konstantinopel, Griechenland, Zypern und Palästina
- Circaria Hungariae

Ungarn mit der Slowakei

### Band 2
Auswahl
- Circaria Angliae

England und Wales
- Circaria Scotiae

Schottland
- Circaria Hiberniae

Auvergne
- Circaria Frisiae

West- und Ostfriesland
- Circaria Brabantiae

Brabant
- Circaria Floreffiae

Wallonien, benannt nach Kloster Floreffe
- Circaria Flandriae

Flandern
- Circaria Galliae
- Circaria Franciae
- Circaria Ponthivi

Grafschaft Ponthieu im nordöstlichen Frankreich

### Band 3
- Circaria Normanniae Borealis

westliche Normandie
- Circaria Normanniae Australis

östliche Normandie
- Circaria Lotharingiae

Lothringen
- Congregatio Antiqui Rigoris

Reformkongregation in Frankreich im 17. und 18. Jahrhundert
- Circaria Arverniae

Auvergne
- Circaria Gasconiae

Gascogne
- Circaria Hispaniae

Spanien und Portugal
- Monasteria Nova

neue Klöster

## Ausgaben
- Monasticon Praemonstratense, id est historia circariorum atque canoniarum candidi et canonici ordinis Praemonstratensis. Attenkofersche Buchdruckerei Straubing
  - Tomus Primus. 1949, Erster Band
    - Editio Secunda, Walter de Gruyter, Berlin, New York, 1983; zweite, verbesserte Auflage  Auszüge, PDF

  - Tomus Secundus. 1952, Zweiter Band PDF
  - Tomus Tertius. 1956, Dritter Band PDF

Die Texte über einzelne Zirkarien sind zum Teil auch in kopierbarer und übersetzbarer Form online zugänglich.